# 神之池駅
神之池駅（ごうのいけえき）は、かつて茨城県鹿島郡神栖町（現・神栖市）にあった、鹿島臨海鉄道鹿島臨港線の貨物駅（廃駅）である。1976年頃に廃止された。

## 歴史
- 1970年（昭和45年）7月21日：開業。
- 1976年（昭和51年）1月頃：利用実績がないため廃止。

## 駅周辺
当駅は神之池の北東側に沿った形で設置されていた。北東側は鹿島臨海工業地帯西部地区となっており、花王鹿島工場、DIC鹿島工場、JSP鹿島工場などがある。神之池の対岸（南西側）に神栖市役所がある。
- 神之池緑地
- 神之池野球場

## 隣の駅
鹿島臨海鉄道
鹿島臨港線
神栖駅 - 神之池駅 - 知手駅